# Корнуков, Анатолий Михайлович
Анато́лий Миха́йлович Корнуко́в (10 января 1942, г. Кадиевка (ныне Стаханов), Ворошиловградская область (ныне Луганская область, Украина) — 1 июля 2014, Москва) — советский и российский военачальник, Главнокомандующий ВВС Российской Федерации (1998—2002), генерал армии.

## Биография

### Происхождение

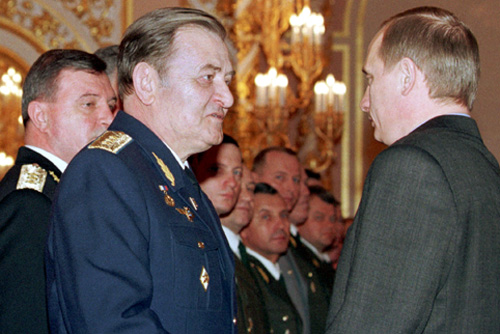
Анатолий Корнуков и Владимир Путин. Фотография пресс-службы президента России, 21 февраля 2001 г.

Родился в городе Кадиевка Ворошиловградской области Украинской ССР, ныне Стаханов Луганской области Украины. Русский. Из семьи донецкого шахтёра, участника Великой Отечественной войны.

### Военная служба в СССР
В Вооружённых Силах с 1959 года. Направлен на обучение в Кременчугское военное авиационное училище первоначального обучения лётчиков. Однако в 1960 году оно было расформировано, а часть курсантов, в том числе А. Корнуков — переведены в Черниговское военное авиационное училище лётчиков имени Ленинского комсомола, которое он окончил с красным дипломом в 1964 году. После училища распределён в 54-й гвардейский Керченский Краснознамённый истребительный авиационный полк Войск противовоздушной обороны СССР, служил лётчиком, заместителем командира истребительной эскадрильи.
В 1970 году переведён в 47-й истребительный авиационный полк на Дальнем Востоке на должность заместителя командира авиационной эскадрильи по политической части. С 1971 года — командовал истребительной авиационной эскадрильей. С 1972 года — заместитель командира, а в 1974 — 1976 годах — командир 777-го истребительного авиационного полка (остров Сахалин). За период службы в Войсках противовоздушной обороны СССР совершил свыше 150 вылетов на разведку и перехват воздушных целей, предупреждение и пресечение нарушения воздушного пространства СССР.
С 1976 года — заместитель командира корпуса противовоздушной обороны на Дальнем Востоке. С 1978 года — заместитель начальника авиации 11-й армии противовоздушной обороны на Дальнем Востоке. В 1980 году — заочно окончил Военную академию противовоздушной обороны имени Маршала Советского Союза Г. К. Жукова.
В 1980 — 1985 годах — командир 40-й истребительной авиационной дивизии в Войсках ПВО страны на Дальнем Востоке. Полки дивизии дислоцировались в Советской Гавани, на Сахалине и на Курильских островах. Находясь в этой должности, 1 сентября 1983 года отдал приказ летчику-перехватчику Г. Н. Осиповичу об уничтожении южнокорейского пассажирского самолёта «Боинг-747», дважды вошедшего в советское воздушное пространство над Камчаткой и Сахалином. При этом Корнуков отдал приказ самостоятельно, под личную ответственность, поскольку его вышестоящее командование не рискнуло взять ответственность на себя. Впоследствии Корнуков никогда не уклонялся от вопросов на эту тему, всегда подчеркивая, что его приказ был основан на нормах международного и советского права. Сам же полёт южнокорейского «Боинга», он полагает, был провокацией со стороны США, рассчитанной на выявление слабых мест советской противовоздушной обороны и на ухудшение советско-американских отношений. За это своё решение Корнуков не был ни награждён, ни наказан.
С 1985 года — командир 71-го истребительного авиационного корпуса, дислоцировавшегося в Группе советских войск в Германии. В состав корпуса входили две дивизии и 6 отдельных полков ПВО. В 1988 году окончил Военную академию Генерального штаба Вооружённых Сил имени К. Е. Ворошилова. С 1988 года — первый заместитель начальника авиации Войск противовоздушной обороны СССР. С 1989 года — первый заместитель командующего, а с 1990 года — командующий 11-й отдельной армией противовоздушной обороны (штаб — г. Хабаровск). Армия была крупнейшей армией ПВО в СССР, прикрывала огромную территорию и включала в себя 4 корпуса ПВО, две отдельные дивизии ПВО, большое количество отдельных частей. Генерал-полковник (1991).

### Военная служба в Российской Федерации
С августа 1991 года — командующий Московским округом противовоздушной обороны, прикрывавшим военные и гражданские объекты на территории 29 субъектов Российской Федерации. Когда в конце 1997 года военно-воздушные силы и войска противовоздушной обороны РФ были объединены в единый вид ВС РФ — Военно-воздушные силы Российской Федерации, то их первым главнокомандующим в январе 1998 года был назначен генерал-полковник А. М. Корнуков. Провёл всю практическую работу по объединению ВВС и ПВО, при этом сохранив их потенциал. Воинское звание генерал армии присвоено указом президента РФ В. В. Путина от 21 февраля 2000 года.
С января 2002 года — в запасе, уволен по достижении предельного возраста пребывания на военной службе.
За период своей военной службы освоил 8 типов реактивных самолётов, имел налёт свыше 3 000 часов. Кандидат военных наук.

### После военной службы

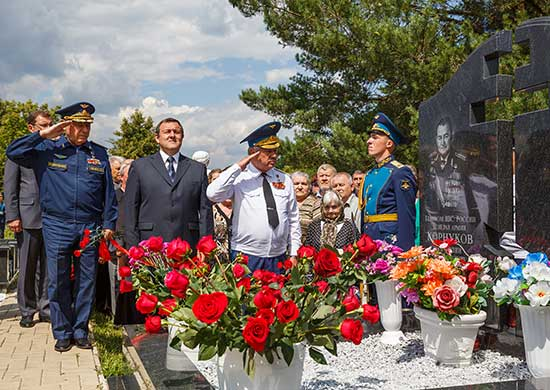
Открытие памятника А. М. Корнукову.
1 июля 2015 года

Жил в Москве. С 2002 года работал заместителем генерального директора НПО «Алмаз» по вопросам военно-технической политики (объединение занимается разработкой зенитно-ракетных комплексов и иных средств противовоздушной обороны и выступает головным предприятием военно-промышленного комплекса Российской Федерации).
Скончался 1 июля 2014 года. Похоронен с воинскими почестями на Троекуровском кладбище. 1 июля 2015 года на могиле установлен памятник.

## Семья
Был женат, супруга Людмила Васильевна (род. 1942), заслуженный учитель Российской Федерации, преподаватель математики, физики и черчения в одной из московских школ. Сын Сергей (род. 1966) — полковник ВС России, служит в Генеральном штабе. Дочь Татьяна (род. 1973) — капитан таможенной службы.

## Награды
- Орден «За заслуги перед Отечеством» III (2002) и IV (2000) степеней;
- Орден «За военные заслуги» (1996);
- Орден «За службу Родине в Вооруженных Силах СССР» II (1990) и III (1975) степеней;
- Медаль «Данк» (10 марта 2000, Кыргызстан) — за значительный личный вклад в укрепление военного сотрудничества между Россией и Кыргызстаном[2];
- другие государственные и ведомственные медали;
- Государственная премия Российской Федерации (1996);
- Грамота Содружества Независимых Государств (1 июня 2001) — за активную работу по укреплению и развитию Содружества Независимых Государств [3];
- Премия Правительства Российской Федерации за значительный вклад в развитие Военно-воздушных сил (17 декабря 2012) — за организацию и руководство строительством и развитием Военно-воздушных сил на соответствующих командных должностях[4];
- Орден Святителя Николая Чудотворца (династический) I степени.